# Полота-Нау, Татафу
Сионе 'Утукивеисини Татафу Полота-Нау (англ. Sione 'Utukiveisini Tatafu Polota-Nau, родился 26 июля 1985 года) — австралийский регбист, отыгрывающий клуба «Лестер Тайгерс» (с 2017 года).

## Личная жизнь
Уроженец Сиднея, тонганец по происхождению. Племянник регбиста Хопои Таионе, сыгравшего четыре матча за Японию в 1980-е годы; кузен рестлера Хаку (настоящее имя Тонга Фифита), выступавшего в WWF и WCW.
Татафу учился в Школе креативных и исполнительских искусств Южного Гранвилля (англ. Granville South Creative & Performing Arts High School), выступал в школьном театре и играл на тромбоне. Занимался регбилиг в составе клуба «Гилдфорд» и регби в команде «Мэррилендс Вулфз Джуниор», в возрасте 13 лет дебютировал за клуб «Мереуэзер Карлтон».

## Регбийная карьера

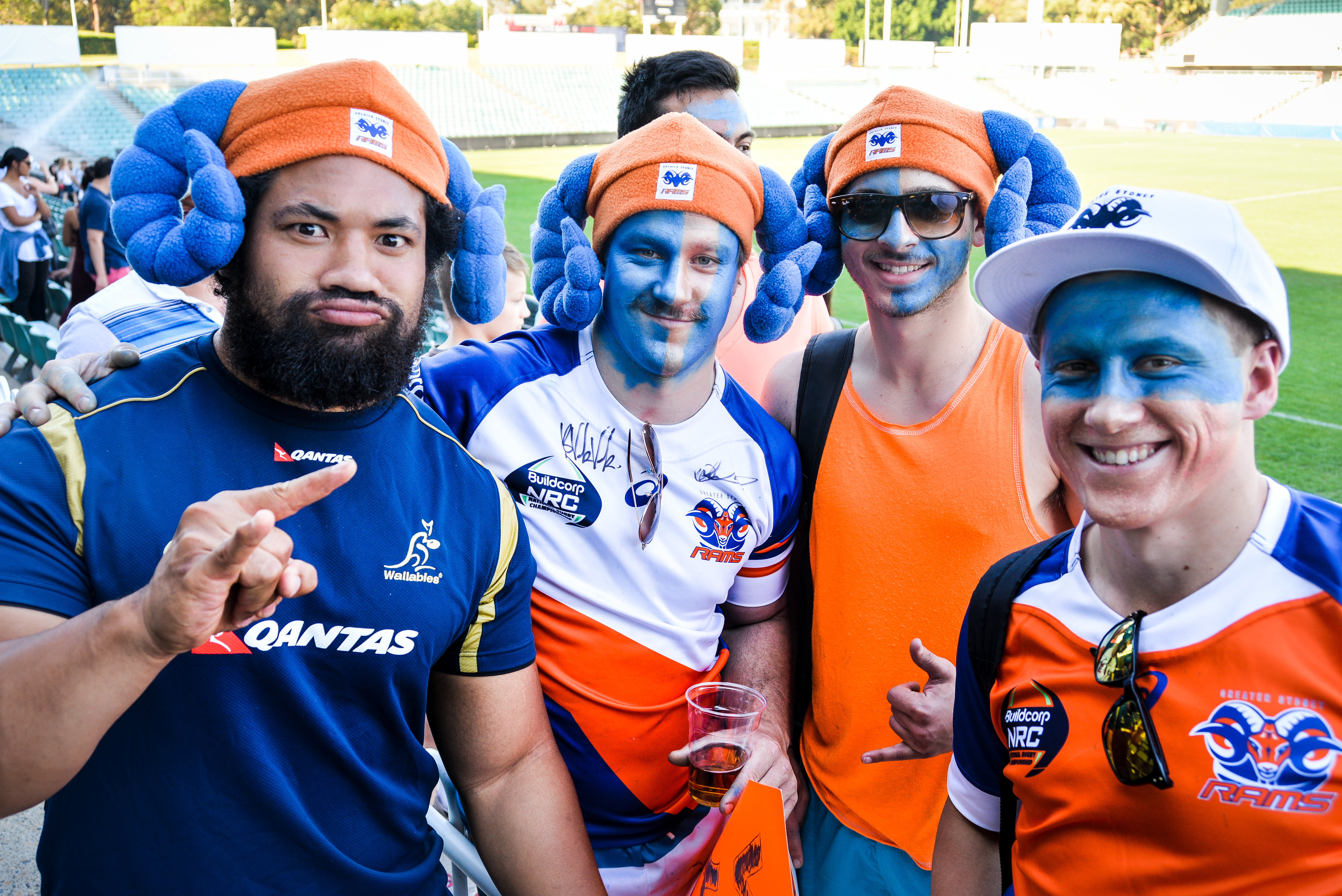
Татафу с фанатами клуба «Грейтер Сидней Рэмз»

В возрасте 20 лет Полота-Нау получил свой первый вызов в сборную Австралии, ещё до дебюта в Супер 14, и сыграл в 2006 году в матчах против Англии на «Туикенеме» и против Ирландии на «Лэнсдаун Роуд». После окончания сезона Супер Регби 2005 года он был подписан клубом «Уаратаз», в июле 2006 года дебютировал в игре против «Окленд Блюз». Признан в 2006 году лучшим молодым игроком (до 21 года) по версии IRB.
Перед чемпионатом мира 2007 года Полота-Нау был одним из кандидатов на поездку во Францию, но из-за травмы локтя не попал в состав. Через четыре года он сыграл на чемпионате мира в Новой Зеландии, где исполнял роль второго хукера, выходя на замену вместо Стивена Мура, и вышел в стартовом составе только в матче группового этапа против России, став в итоге бронзовым призёром чемпионата мира. Перед чемпионатом мира 2015 года Татафу Полота-Нау вновь вошёл в состав сборной, которая стала серебряным призёром чемпионата мира. В составе клуба «Грейтер Сидней Рэмз» Полота-Нау соревновался всё это время в Национальном регбийном чемпионате; в 2014 и 2015 годах был в заявках, но из-за вызовов в сборную Австралии не играл в первенстве провинций Австралии. За свою карьеру в составе «Уаратаз» сыграл 146 матчей, а также один сезон провёл в составе клуба «Уэстерн Форс».
9 ноября 2017 года Полота-Нау подписал контракт с английским клубом «Лестер Тайгерс» из Премьер-Лиги на два с половиной года. Причиной стало сокращение Супер Регби и исключение оттуда из розыгрыша «Уэстерн Форс». По правилу Жито вместе с тем он сохранил право играть за сборную Австралии.
Традиционно Татафу является сильным и мощным хукером, который работал всегда вместе с Адамом Фрайером, также хукером и игроком сборной Австралии.